# Sapromyza basipunctata
Sapromyza basipunctata är en tvåvingeart som beskrevs av Kertesz 1900. Sapromyza basipunctata ingår i släktet Sapromyza och familjen lövflugor. Inga underarter finns listade i Catalogue of Life.